# Tedzsoni metró
A tedzsoni metró Dél-Korea ötödik legnagyobb városa, Tedzson városában épült, az ország hatodik, egyben legújabb metróüzemeként. A 2006-ban átadott első vonal a várost északnyugat–délkeleti irányban szeli át, a belváros érintésével.

## Hálózat
A 22,6 km hosszú, zöld színnel jelölt vonalat a 2006-os átadás óta egyszer hosszabbították meg, 2007-ben.
A vonal ütemezése a következő volt:
- 2006. március Phanam (판암) – Közigazgatási Központ (정부청사) (12,4 km)
- 2007. április Közigazgatási Központ – Panszok (반석) (10,2 km)

A 22 állomásból álló vonalat eredetileg 2002-re, a labdarúgó-világbajnokságra szerették volna átadni, pénzhiány miatt azonban ez a terv meghiúsult. Az állomásokon az utasokat peronfal választja el a pályától, melyen négykocsis, egyterű szerelvények közlekednek. A rendelkezésre álló 21 szerelvény a vontatóáramot felsővezetéken keresztül kapja.
Az elképzelések szerint a vonal egy teljes kiépítettségben 102 km-es hosszat elérő hálózat része lenne, melyet öt vonal alkotna. A kettes, a metró tájékoztató térképén is már szereplő vonal kör alakú lenne, háromszor érintve a jelenlegi vonalat.

## Üzemidő, menetrend
Az első szerelvény 5.30-kor indul, az utolsó 00.39-kor. A csúcsidei követési idő 7,5 perc, csúcsidőn kívül 10 perc.

## Jegyrendszer
Más koreai metrókhoz hasonlóan Tedzsonban is elérhető egy feltölthető elektronikus kártya, melynek használatával a hagyományos token alapú utazás olcsóbb lesz. Az így megtakarított összeggel az utazás ára 10 km távolságig 800 von, afölött 900. Elektronikus kártya használata nélkül ezek az árak 900, illetve 1000 vonra emelkednek.